# Я, следователь (фильм)
«Я, сле́дователь…» — советский детективный художественный фильм режиссёра Георгия Калатозишвили, снятый в 1971 году на киностудии «Грузия-фильм» по сценарию Аркадия и Георгия Вайнеров.
В основу фильма положены фактические события и документальные материалы уголовного дела.

## Сюжет
Грузинская ССР. На Военно-Грузинской дороге найден тяжело раненый мужчина без денег и документов. По прогнозу врачей, шансов выжить у него, вероятнее всего, нет. Следствие поручают следователю тбилисской милиции капитану Георгию Микеладзе.
В ходе следствия выясняется, что пострадавший — Евгений Корецкий, штурман Таллинского пароходства, не явившийся своевременно на судно после очередного отпуска. По свидетельству капитана судна Астафьева, после ремонта судно на ходовое испытание вышло в море без штурмана. Капитан, в нарушение своих служебных обязанностей, не сообщил об этом инциденте пароходству.
Со слов Тамары, невесты Корецкого, он, находясь в отпуске в родном Ленинграде, получил в автомагазине новый автомобиль «Волга», на который у него подошла очередь, и поехал со своим новым знакомым Сабуровым обкатывать его в Тбилиси.
В Грузии неизвестный преступник смертельно ранит Корецкого в затылок из огнестрельного оружия, а автомашина пострадавшего бесследно исчезает. В деле появляется и вторая «Волга», угнанная у другого потерпевшего.
Уголовное дело становится запутанным, распадается на несколько эпизодов. Для раскрытия цепи преступлений следователю Микеладзе приходится побывать в нескольких городах большой страны — Таллине, Ленинграде, Москве, Риге, Юрмале — и даже спускаться по верёвочной лестнице с борта вертолёта на эстонское судно, идущее в открытом море. Находясь в командировке в столице Латвийской ССР, Георгий знакомится с девушкой Элгой, свидетельницей по этому делу. В результате кропотливой работы следователь выходит на след опасного преступника и вместе с рижскими коллегами предотвращает вооружённый грабёж инкассаторской машины.

## В ролях
- Вахтанг Кикабидзе (в титрах — Буба Кикабидзе) — Георгий Микеладзе, следователь Тбилисского УВД
- Ингрида Андриня — Элга Смилдзиня, свидетельница по делу
- Вия Артмане — Ванда Линаре, певица в кафе в Юрмале, любовница лже-Сабурова (озвучила Жанна Прохоренко)
- Баадур Цуладзе — Васо Кобидзе, участковый инспектор в районе военно-грузинской дороги
- Михаил Никитин — Александр Кандауров, инспектор таллинского уголовного розыска
- Реваз Таварткиладзе — Нодар Павлович Гомелаури, криминалист
- Яак Липсо — Янис Круминь, следователь рижской милиции
- Гурам Лордкипанидзе — Отари Георгиевич Абуладзе, друг Корецкого (озвучил Артём Карапетян)
- Аксель Орав — Томас Энге
- Олев Эскола — Астафьев, капитан судна
- Людмила Безуглая — Тамара, невеста Корецкого
- Тыну Аав — Пину, сотрудник таллинской железной дороги (озвучил Павел Винник)